# 乌克兰团结日
团结日（烏克蘭語：День єднання）是由乌克兰总统弗拉基米尔·泽连斯基于2022年2月14日签署設定的法定节日。2022年2月16日是第一個團結日。

## 起源
旷日持久的俄乌战争始于2014年，在2021年出现了升级。同年10月至11月期间开始，俄罗斯在乌克兰边境集结军力。到了12月，俄罗斯集结的军力超过10万。俄罗斯总统普京称此举为阻止北约东扩使乌克兰成为北大西洋公约组织（NATO）成员国。
2022年2月11日，美国中央情报局和美国军方根据收集到的俄罗斯的情息，向北约国家说明俄罗斯可能会在北京冬奥会期间入侵乌克兰的担忧。这些信息包括部署军队的方式、各个单位可能采取的具体路线以及他们在任何冲突中可能扮演的角色，但不确定具体的日子、时间、以及俄罗斯是否致力于入侵的决心。
后来，《彭博社》根据白宫的匿名消息来源称入侵日期为2月15日，不过美国情报部门对俄罗斯入侵乌克兰的攻势另一种推测，认为可能会在2022年2月16日开始。德国媒体援引美国中央情报局的数据以及美国陆军的匿名消息报道称，美国提供给北约领导人的情报很详细，并得到了许多消息来源的证实，北约在柏林的成员对此高度关注。也有内部人士也认为，美国有可能通过故意传播这些信息来挫败俄罗斯的攻击计划。
在这些报道的背景下，美国和俄罗斯的外交使团减少其在基辅的工作人员人数。 欧盟驻乌克兰发言人对其外交使团发出呼吁，敦促欧盟所有非必要工作人员立即离开乌克兰。美国、英国、德国和其他一些国家也发出本国公民离开乌克兰的呼吁。
2022年2月14日，泽连斯基在基辅与德国总理奥拉夫·舒尔茨进行联合新闻发布会后发表电视演讲，表示乌克兰总统办公室签署了一项法令，宣布2022年2月16日为「团结日」。

泽伦斯基当日在Facebook上的一份声明中写道：
|                                                | 我们被告知2月16日将是袭击之日，我们将使它成为团结的一天。他们试图通过再次指定开始军事行动的日期来吓唬我们。我们被一场伟大的战争所吓倒，再次确定了军事入侵的日期。这已经不是第一次了。但我们的国家今天比以往任何时候都要强大。那一天，我们将悬挂我们的国旗，系上黄色和蓝色的旗帜，向全世界展示我们的团结。我们努力争取和平，希望完全通过谈判解决所有问题。我们有一个伟大的欧洲愿望。我们想要自由，并准备为它付出。在这场战争中死去的1.4万名保卫者和平民正在天空中看着我们。 我们不会背叛他们的记忆。我们都想幸福地生活。我们永远无法放弃，我们也不会学到这一点。爱乌克兰！我们很平安！我们很强！我们在一起！ |
| ——乌克兰总统弗拉基米尔·泽连斯基，2022年2月14日 | |

## 法令条文
根据法令，政府机构必须确保官员在场并按照誓言履行职责，并在违反规定的情况下适用适当的制裁。法令要求；
- 乌克兰境内的所有村庄和城镇于2月16日都要悬挂乌克兰国旗
- 在10:00奏响乌克兰国歌
- 驻扎在乌克兰的外国外交使团采取适当的形象措施，以显示团结和支持乌克兰。

在同一法令下，从2022年3月1日起，将军人的工资提高30%，国家边防警卫队和国民警卫队的军人工资提高20%。并要求加强国家信息平台的防御能力，并采取适当的措施向公众进行宣传工作。加快领土防御系统的建立和运作，提供充足的资源，为公民做好国家抵抗的准备。

## 备注
1. ↑  后来证实，俄罗斯在这一年的2月24日全面入侵了乌克兰。
2. ↑  指自2014年俄罗斯侵略乌克兰领土以来的伤亡。